# Doszno
Doszno (ukr. Дошне) – wieś na Ukrainie, w obwodzie wołyńskim, w rejonie kowelskim.
Pod koniec XIX w. wieś w powiecie kowelskim, w gminie Datyń.
Do 2020 w rejonie ratnieńskim.